# Suła (sielsowiet Litwa)

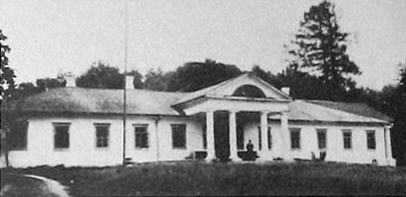
Dwór Łęskich w Sule przed 1914 rokiem

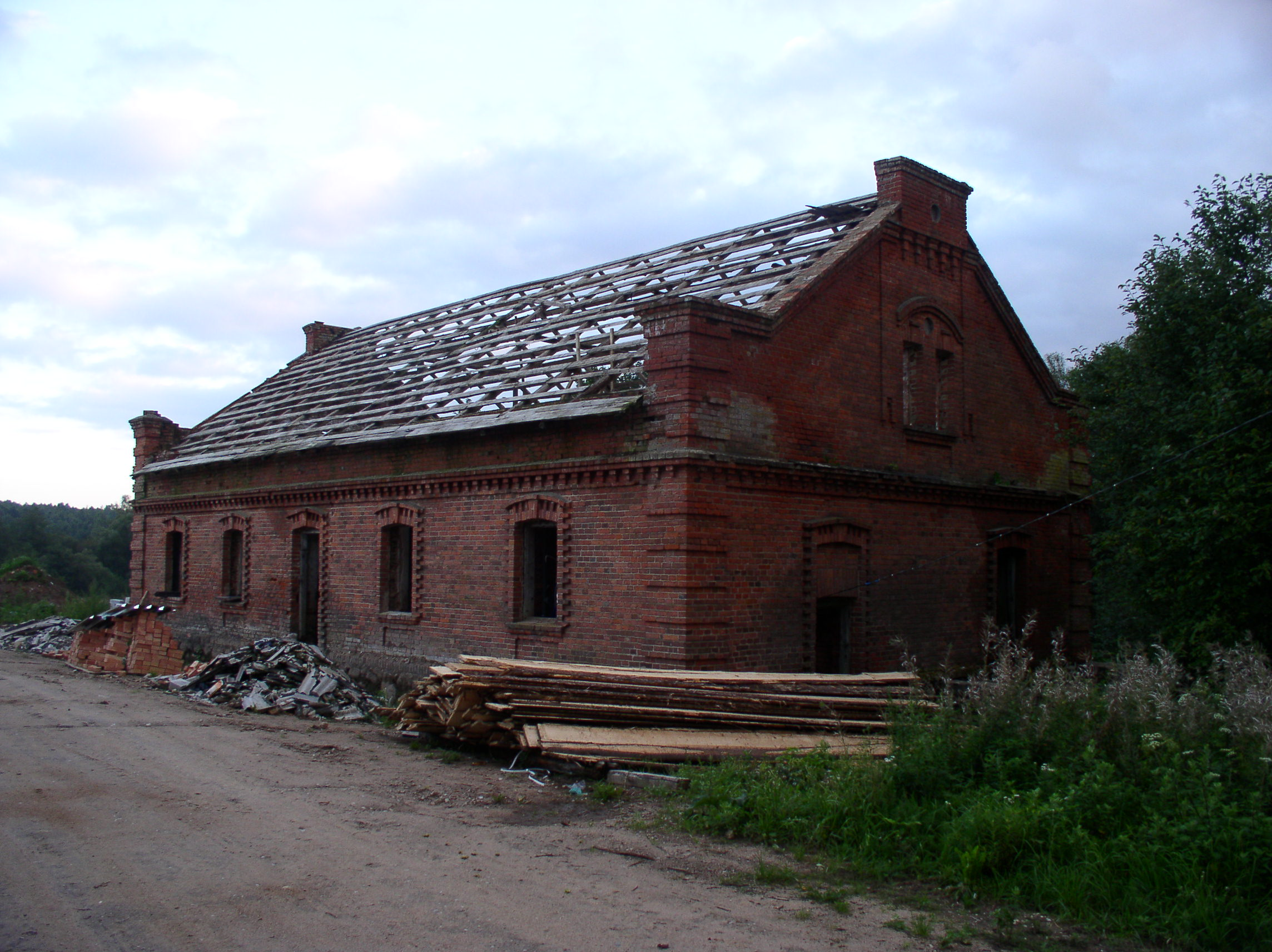
Zabudowania gospodarcze folwarku Łęskich, 2006

Suła (biał. Сула, ros. Сула) – wieś na Białorusi, w rejonie stołpeckim obwodu mińskiego, nad Sułą, około 30 km na północ od Stołpców.

## Historia
W XVI wieku tereny te były królewszczyzną. Król Stefan Batory nadał te ziemie Michałowi Hrybunowiczowi Bajbuzie, który w 1590 roku odstąpił je ks. Aleksandrowi Wiśniowieckiemu (~1560–1594), staroście czerkaskiemu. Później majątek przeszedł na Radziwiłłów, w których rękach był do końca XVIII wieku, kiedy to dobra te kupił Paweł Łęski, starosta luboniecki, który ze swoją drugą żoną, Petronelą Baczyńską miał m.in. syna Antoniego (1797–1873), prezydenta sądów granicznych mińskich, który był kolejnym dziedzicem Suły. Jego spadkobiercą był jego syn Aleksander (ur. w 1836 roku), a kolejnym właścicielem majątku – jego i Sabiny z domu Korkozowiczówny syn, Michał Łęski (1863–~1932).
Po II rozbiorze Polski w 1793 roku Suła, wcześniej należąca do województwa nowogródzkiego Rzeczypospolitej, znalazła się na terenie powiatu mińskiego (ujezdu) w guberni mińskiej Imperium Rosyjskiego. Po ustabilizowaniu się granicy polsko-radzieckiej w 1921 roku Suła wróciła do Polski.
W dwudziestoleciu międzywojennym folwark leżący w Polsce, w województwie nowogródzkim, w powiecie stołpeckim, w gminie Rubieżewicze. W 1921 miejscowość liczyła 117 mieszkańców, zamieszkałych w 7 budynkach, w tym 49 Polaków, 46 Białorusinów, 20 Żydów i 2 osoby innej narodowości. 82 mieszkańców było wyznania rzymskokatolickiego, 20 mojżeszowego i 15 prawosławnego. Rzeka Suła była wtedy rzeką graniczną: po polskiej stronie została jedynie jedna trzecia majątku liczącego wcześniej 2796 dziesięcin, granica i zasieki przecinały w połowie główna aleję wjazdową do dworu. Od 1945 roku Suła była w ZSRR, od 1991 roku – na terenie Republiki Białorusi.
W 2019 roku wieś była niezamieszkana.

## Dawny dwór
Łęscy wybudowali tu na początku XIX wieku duży, klasycystyczny, parterowy dwór. Był to budynek na planie wydłużonego prostokąta, kryty płaski, gontowym czterospadowym dachem. Dom zdobił od frontu mocno wysunięty centralny portyk, o czterech doryckich kolumnach podpierających trójkątny fronton z wielkim półokrągłym oknem. Portyk ten stanowił podjazd dla powozów. Od strony ogrodowej istniał niemal identyczny portyk z tarasami i kamiennymi schodami. Przy bocznych ścianach domu znajdowały się dwa małe, również kolumnowe ganki.
Dwór był otoczony pięciohektarowym parkiem angielskim. W jego głębi, na wzgórzu stała kaplica w kształcie rotundy, z grobami rodzinnymi (dziś ruina). Za domem teren ogrodu dość stromo schodził do rzeki i pobliskiego stawu.
Po folwarku pozostały jedynie zabudowania gospodarcze (oficyny, kuźnia, stajnie, wozownia, spichlerze, obora, lodownia, browar, oranżeria, dom ekonoma). Część z nich zostało rozebranych (np. jedna z oficyn w 1992 roku), kilka chyli się ku ruinie, ale niektóre są odbudowywane. Zachowały się resztki parku, jednak ostatnie wielkie, stare drzewo przewróciło się w 1970 roku.
W latach 2006-2012 odbudowano na dawnym miejscu dwór i odnowiono budynki gospodarcze. Rozpoczęto też remont kaplicy grobowej. Obecnie na terenie dworskim działa park historyczny.
Majątek w Sule został opisany w 2. tomie Dziejów rezydencji na dawnych kresach Rzeczypospolitej Romana Aftanazego.